# 정윤정 (쇼핑 호스트)
정윤정(1976년 6월 14일~ )은 대한민국의 쇼핑 호스트이자 쇼핑 크리에이터이다.
- 서울예술전문대학 연극학과를 졸업하고 1995년에 방송 리포터로 데뷔했다.

- 2002년에 LG홈쇼핑(현재의 GS SHOP)의 공채 입사 과정을 통해 쇼핑 호스트로 활동했고 소통·공감·설득을 기반으로 하는 독특한 상품 설명을 통해 고객들의 주목을 받았다.

- 2011년에는 1,000억 원, 2012년에는 1,600억 원, 2013년에는 2,400억 원에 달하는 판매 수익을 기록했고 "홈쇼핑계 마이더스의 손", "매진의 여왕", "1분에 1억 원을 파는 여자"라는 별칭으로 부르게 되었다.

- 2011년부터 2017년까지 현대홈쇼핑, CJ오쇼핑을 비롯한 각종 홈쇼핑 채널에서 '정윤정쇼'(약칭 '정쇼')라는 브랜드 네이밍으로 화장품을 판매했다.

- 2014년에는 자서전 《나는 30초가 다르다》(김영사ON)을 출간했고 2017년에는 AHC 크리에이티브 디렉터로 입사했다.

- 2023년 1월 28일, 현대홈쇼핑 내 프로그램 '정쇼'에서의 비속어 사용으로 방심위에 회부돼 무기한 출연 정지 처분을 받았다.